# Разаєвка
Раза́євка (рос. Разаевка, башк. Разия) — присілок у складі Біжбуляцького району Башкортостану, Росія. Входить до складу Кенгер-Менеузівської сільської ради.
Населення — 80 осіб (2010; 83 в 2002).
Національний склад:
- татари — 75 %